# Ultramarin
Ultramarin je temno modri barvni pigment, ki je bil prvotno izdelan z mletjem lapis lazuli v prah. Ime izvira iz latinščine ultramarinus, dobesedno 'onstran morja', ker so pigment v Evropo iz rudnikov v Afganistanu uvažali italijanski trgovci v 14. in 15. stoletju.
Ultramarin je bila najfinejša in najdražja modra, ki so jo uporabljali renesančni slikarji. Pogosto so ga uporabljali za obleke  svete Marije in je simboliziral svetost in ponižnost. Do izuma sintetičnega ultramarina leta 1826 je ostal izjemno drag pigment.

## Kemija
Pigment je sestavljen predvsem iz minerala na osnovi zeolita, ki vsebuje majhne količine polisulfidov. V naravi se pojavlja kot neposredna sestavina lapis lazuli, ki vsebuje modri kubični mineral, imenovan lazurit. V Color Index International je pigment ultramarin označen kot P. Blue 29 77007. Glavna sestavina lazurita je zapleten natrijev silikat, ki vsebuje žveplo (Na8–10Al6Si6O24S2–4), zaradi česar je ultramarin najbolj kompleksen izmed vseh mineralnih pigmentov. Nekaj klorida je pogosto prisotno tudi v kristalni rešetki. Modra barva pigmenta je posledica S−
3 radikalni anion, ki vsebuje neparni elektron.

## Izdelava
Surovine, uporabljene pri izdelavi sintetičnega ultramarina, so naslednje: 
- beli kaolinit,
- brezvodni natrijev sulfat (Na2SO4),
- brezvodni natrijev karbonat (Na2CO3),
- žveplo v prahu,
- oglje v prahu ali premog brez pepela ali kolofonija v grudicah.

Izdelava običajno poteka po korakih:
- Prvi del postopka poteka pri 700 do 750 ° C v zaprti peči, tako da se žveplo, ogljik in organske snovi reducirajo. Tako dobimo rumeno-zeleni izdelek, ki se včasih uporablja kot pigment.
- V drugem koraku se zrak ali žveplov dioksid pri 350 do 450 ° C uporablja za oksidacijo sulfida v vmesnem produktu do molekul kromofora S2 in Sn, kar povzroči modri (ali vijolični, roza ali rdeč) pigment.[7]
- Zmes segrevamo v peči, včasih v velikosti opeke.
- Nastale trdne snovi nato zmeljemo in izperemo, kot to velja za kateri koli postopek izdelave drugih netopnih pigmentov; kemična reakcija povzroči velike količine žveplovega dioksida. (Razžveplanje dimnih plinov je zato bistvenega pomena za njegovo proizvodnjo, kjer je uravnavanje onesnaževanja s SO2.)

»Ultramarin, reven v silicijevem dioksidu«, dobimo z zlitjem mešanice mehke gline, natrijevega sulfata, oglja, natrijevega karbonata in žvepla. Izdelek je sprva bel, kmalu pa postane zelen 'zeleni ultramarin', ko ga zmešamo z žveplom in segrejemo. Žveplo izgori in dobimo fin modri pigment. »Ultramarin, bogat s silicijevim dioksidom«, običajno dobimo s segrevanjem mešanice čiste gline, zelo drobnega belega peska, žvepla in oglja v dušilni peči. Naenkrat dobimo modri izdelek, vendar pogosto nastane rdeč odtenek. Različne ultramarine - zelene, modre, rdeče in vijolične - se fino zmelje in opere z vodo.
Sintetični ultramarin je bolj modre barve kot naravni ultramarin, saj so delci v sintetičnem ultramarinu manjši in bolj enakomerni kot delci naravnega ultramarina in zato bolj enakomerno razpršijo svetlobo. Na njegovo barvo ne vpliva svetloba niti stik z oljem ali apnom, kot se uporablja pri barvanju. Klorovodikova kislina ga takoj beli s sproščanjem vodikovega sulfida. Že majhen dodatek cinkovega oksida rdečkastim sortam povzroči predvsem znatno zmanjšanje intenzivnosti barve.
- Lapis lazuli vzorec (grob), Afganistan
- Naravni ultramarin
- Sintetična ultramarin modra
- Sintetična ultramarin violet

## Struktura in klasifikacija
Ultramarin je alumosilikatni zeolit s sodalitno strukturo. Sodalit je sestavljen iz medsebojno povezanih alumosilikatnih celic. Nekatere od teh celic vsebujejo polisulfid (Sn−
x) skupine, ki so kromofor (barvno središče). Negativni naboj teh ionov uravnoteži Na + ioni, ki prav tako zasedajo te celice. Kromofor naj bi bil S−
4 ali S4.

## Uporaba
Sintetični ultramarin, ki je zelo poceni, se v veliki meri uporablja za barvanje sten, tiskanje papirnatih oblog itd., pa tudi kot korektiv za rumenkast odtenek, ki je pogosto prisoten v stvareh, ki naj bi bile bele, kot so platno, papir itd. 'Pralno modra' je suspenzija sintetičnega ultramarina (ali kemično drugačne prusko modra), ki se v ta namen uporablja pri pranju belih oblačil. Pogosto ga najdemo tudi v ličilih, kot so maskare ali senčila za oči. Velike količine se uporabljajo pri izdelavi papirja, zlasti za izdelavo neke vrste bledo modrega pisalnega papirja, ki je bil priljubljen v Veliki Britaniji. Med prvo svetovno vojno je RAF zunanje okrogle obrobe pobarval z ultramarin modro barvo. Ta je postalao BS 108 (381C) Aircraft Blue. V 1960-ih jo je nadomestila nova barva, narejena na ftalocianinskem modre, BS110 (381C) Roundel Blue.

## Zgodovina
Ime izhaja iz srednje latinske ultramarinus, dobesedno 'onstran morja', ker je bil iz Azije uvožen po morju. V preteklosti je bil znan tudi kot azzurrum ultramarine, azzurrum transmarinum, azzuro oltramarino, azur d'Acre, pierre d'azur, Lazurstein. Trenutna terminologija za ultramarin vključuje naravni ultramarin, outremer lapis (francoščina), Ultramarin echt (nemščina), oltremare genuino (italijanščina) in ultramarino verdadero (španščina). Prva zabeležena uporaba ultramarina kot barvnega imena je iz srednjega veka.
Prvo opaženo uporabo lapis lazulija kot pigmenta je mogoče videti na jamskih slikah iz 6. in 7. stoletja našega štetja v afganistanskih zoroastrskih in budističnih templjih, blizu najbolj znanega vira minerala. Lapis lazuli je bil identificiran tudi na kitajskih slikah iz 10. in 11. stoletja, na indijskih freskah iz 11., 12. in 17. stoletja ter na anglosaških in normanskih iluminiranih rokopisih iz okoli leta 1100.

### V srednjem veku in renesansi
- Wiltonov diptih (1395–1399) je primer uporabe ultramarin v Angliji 14. stoletja
- Modra oblačila svete Marije, ki jih je naslikal Masaccio (1426), so bila pobarvana z ultramarin.
- Pietro Perugino je na tej sliki svete Marije (okoli leta 1500) prihranil tako, da je za podbarvo halje uporabil azurit, nato pa na vrh dodal še sloj ultramarina.
- Tizian je dramatično uporabil ultramarin na nebu in draperiji Bakh in Ariadna (1520–23).

V času renesanse je bil ultramarin najboljša in najdražja modra, ki so jo lahko uporabljali slikarji. Umetnik iz 15. stoletja Cennino Cennini je v svojem slikarskem priročniku zapisal: »Ultramarinska modra je veličasten, lep in popolnoma popoln pigment, ki presega vse pigmente. O njem ne bi bilo mogoče ničesar povedati ali narediti, kar ne bi že bilo storjeno«. Naravni ultramarin je najtežji pigment za ročno mletje, pri vseh, razen pri najkakovostnejših mineralih, pa samo brušenje in pranje proizvaja le svetlo sivkasto modri prah. Na začetku 13. stoletja se je začela uporabljati izboljšana metoda, ki jo je v 15. stoletju opisal Cennino Cennini. Ta postopek je vseboval mešanje zmletega materiala s stopljenim voskom, smolami in olji, nastalo maso zavil v krpo in nato zamesil v razredčeni raztopini luga. Modri delci so se zbrali na dnu posode, nečistoče in brezbarvni kristali pa so ostali. Ta postopek je bil izveden vsaj trikrat, pri čemer je vsaka zaporedna ekstrakcija ustvarila manj kakovostne materiale. Končna ekstrakcija, ki je v glavnem sestavljena iz brezbarvnega materiala in nekaj modrih delcev, prinaša ultramarinski pepel, ki je cenjen kot glazura zaradi svoje bledo modre prosojnosti.
Pigment je bil najpogosteje uporabljen med 14. in 15. stoletjem, saj je njegov sijaj dopolnjeval vermilion in zlato iluminiranih rokopisov in italijanskih poslikav. Cenili so ga predvsem zaradi briljantnosti tona in njegove inertnosti v nasprotju s sončno svetlobo, oljem in gašenim apnom. Je pa izjemno dovzeten za enakomerne in razredčene mineralne kisline in kisle pare. Razredčeni HCl, HNO3 in H2SO4 hitro uničijo modro barvo, pri tem pa nastane vodikov sulfid (H2S). Ocetna kislina napade pigment veliko počasneje kot mineralne kisline. Ultramarin se je uporabljal za freske le, kadar je bil uporabljen Al secco, ker je stopnja absorpcije fresk omejila njegovo uporabo. Pigment je bil zmešan z vezivnim medijem, kot je jajce, da je nastala tempera in nanesen na suh omet (kot so freske Giotta di Bondoneja v Kapela Scrovegni v Padovi).
Evropski umetniki so pigment uporabljali zmerno in si za obleke Marije in Kristusa otroka rezervirali svojo najkakovostnejšo modro. Zaradi visoke cene so umetniki včasih prihranili z uporabo cenejšega modrega azurita za podbarvanje. Najverjetneje uvožen v Evropo prek Benetk, je bil pigment redko viden v nemški umetnosti ali umetnosti iz držav severno od Italije. Zaradi pomanjkanja azurita konec 16. in 17. stoletja se je cena že tako dragega ultramarin
e dramatično povečala.

### V 17. in 18. stoletju
- Sassoferratova upodobitev Blažene device Marije, c. 1654. Njen modri plašč je pobarvan v ultramarinu.[13]
- Dekle z bisernim uhanom, Johannes Vermeer (c. 1665)
- Dama, ki stoji pri virginalu, Johannes Vermeer (c. 1675)

Turban Vermeerjevega Dekleta z bisernim uhanom je pobarvan z mešanico ultramarin in svinčeno bele barve, nad njim pa tanka glazura čistega ultramarina.
V Vermeerjevi Dama stoji pri virginalu, se je ultramarinski pigment v sedežni blazini v ospredju poslabšal in s časom postal bolj bled. Johannes Vermeer je na svojih slikah veliko uporabljal ultramarin. V Dami, je obleka mlade ženske pobarvana z mešanico ultramarin in zelene zemlje, ultramarin pa je bil uporabljen tudi za dodajanje senc v tonih kože.
Znanstvena analiza londonske Narodne galerije pri Dami, je pokazala, da se je ultramarin v modri sedežni blazini v ospredju razgradil in sčasoma postal bolj bled; prvotno pobarvan bi bil globlje modre barve.

### 19. stoletje – izum sintetičnega ultramarin
Začetek razvoja umetne ultramarin modre je bil znan že Goetheju. Približno leta 1787 je v bližini Palerma v Italiji opazil modre usedline na stenah apnenih peči. Zavedal se je uporabe teh steklastih oblog kot nadomestka lapis lazuli v dekorativnih aplikacijah. Vendar ni omenil ali je primeren za mletje pigmenta.
Leta 1814 je Tassaert opazil spontano tvorbo modre spojine, ki je zelo podobna ultramarinu, če ne celo enaka z njo, v peči za apno v St. Gobain, kar je povzročilo pri Societé pour l'Encouragement d'Industrie leta 1824 nagrado za umetno izdelavo žlahtne barve. Proces sta zasnovala Jean Baptiste Guimet (1826) in Christian Gmelin (1828), takrat profesor kemije v Tübingenu; medtem ko je Guimet svoj postopek skrival, je Gmelin svojega objavil in tako postal začetnik industrije umetne ultramarin barve.

## Splošna terminologija
Ultramarin je modra, narejena iz naravnega lapis lazulija ali njegovega sintetičnega ekvivalenta, ki ga včasih imenujejo 'francoski ultramarin'. Znane so različice pigmenta 'ultramarin rdeča', 'ultramarin zelena', 'ultramarin vijolična', ki temeljijo na podobni kemiji in kristalni strukturi.
Na splošno 'ultramarin modra' se lahko nanaša na živo modro. Izraz 'ultramarin zelena' označuje temno zelen barijev kromat, ki se včasih imenuje 'ultramarin rumena'. Ultramarinski pigment so poimenovali tudi 'Gmelin modra', 'Guimetova modra', 'Nova modra', 'Orientalsko modra' in 'trajno modra'.